# Río Oti/Pendjari
El río Pendjari o río Oti es un largo río del África Occidental, uno de los cuatro principales afluentes del río Volta que discurre por Burkina Faso, Benín, Togo y Ghana (en estos dos últimos países, se conoce como río Oti). Desagua por la izquierda en el gran lago Volta, el mayor lago artificial del mundo por superficie de agua. La longitud del río es de 937 km y drena una gran cuenca de 72 778 km²
Sus principales afluentes son los ríos Koumongou (240 km),   Kara (204 km), Mô (160 km) y Kéran (85 km).

## Etimología
Su nombre proviene de Gourmantchéman, que en lengua de los gurma (o gourmantché) significa «gran río», siendo de hecho el mayor río en la región ocupada por ese grupo étnico

## Geografía
El río se origina como río Pendjari en las montañas de Atakora, en Benín, en el homónimo departamento de Atakora. Inicialmente, fluye hacia el norte, pero luego hace un giro en U hacia el suroeste. La frontera entre Benín y Burkina Faso discurre a lo largo de su curso entre el meridiano 1°52′ O y el triángulo fronterizo Benín-Togo-Burkina Faso. Luego, el río atraviesa el norte de Togo, en dirección suroeste, entre Mandouri y Sansanné-Mango, cambia su nombre por el de río Oti. En este tramo constituía antiguamente la frontera entre Togo (alemán y británico) y Costa de Oro británica. Fluye en 10°16′18″N 0°22′43″E / 10.27167, 0.37861 por primera vez en territorio de Ghana. Luego corre en dirección casi sur a lo largo de la frontera entre Ghana y Togo, a veces en territorio de Ghana, pero principalmente en territorio togolés. En 9°26′08″N 0°14′39″E / 9.435557, 0.244051  Finalmente se adentra en territorio ghanés hasta desembocar al sur del pueblo de Damanko en el embalse del gran lago Volta (a una altitud de unos 85 m y con una superficie de agua de 8502 km²), en el que vierte una media de 500 m³/s.
El río es el límite natural norte del parque nacional Pendjari, establecido en 1961 en Benín (con 2.755 km²). En su sección por el parque nacional y en un tramo aguas abajo, el río forma la frontera entre Burkina Faso y Benín.

## Cuenca hidrográfica
El área de captación del río se extiende a cuatro partes de tamaño similar en los estados ribereños.
| Estados      | Área de captación del estado (en km²) | Porcentaje de la cuenca | Porcentaje de la superficie del país |
| ------------ | ------------------------------------- | ----------------------- | ------------------------------------ |
| Ghana        | 16 801                                | 22,4                    | 7,0                                  |
| Togo         | 21 572                                | 28,7                    | 38,0                                 |
| Burkina Faso | 21 352                                | 28,4                    | 8,0                                  |
| Benín        | 15 385                                | 20,5                    | 13,7                                 |
| Total        | 72 778                                | 100                     |                                      |

## Hidrometría
El caudal del Pendjari/Oti se beneficia de las precipitaciones relativamente altas que caen en el sector oriental de su cuenca, en la cadena de Atacora y su prolongación al sur, las montañas de Togo. Es por ello alimentado más abundantemente que la mayoría de los otros afluentes del río Volta.
El caudal del río ha sido observado durante 16 años (1959-1974) en Sabari, localidad de Ghana situada a poca distancia de su desembocadura en lago Volta.
En Sabari, el caudal medio anual o módulo observado durante ese período fue de 354 m³/s, con una cuenca considerada de 58.670  km², casi toda la cuenca del río.
La lámina de agua de escorrentía en la cuenca llega a los 190 milímetros por año, que puede considerarse suficientemente alta en el contexto del clima reinante en la mayor parte de la cuenca del Volta, ya que el clima se caracteriza por las largas estaciones secas.
El Pendjari es una corriente muy abundante, pero muy irregular. Tiene largos períodos de aguas bajas que a veces llegan a secarlo por completo. La tasa promedio mensual registrado en marzo (mínimo estíajea) es de solo 3,6 m³/s, 500  veces menos que el caudal medio en septiembre, principal mes de las crecidas, lo que refleja su temporada muy irregular. En el período de observación de 16 años, el flujo mínimo mensual fue de 0 m³/s (totalmente seco), mientras que el caudal mensual máximo fue de 3.040 m³/s.
Caudal mensual medio del Pendjari/Oti medidos en la estación hidrométrica de Sabari
(en m³/s, para un periodo de 16 años, 1959-1974)

### Inundación extrema
Después de las lluvias excesivas de octubre de 1998, se produjeron inundaciones extremas a principios de 1999, tanto en el norte del valle togolés de Oti (prefecturas de Oti y Kpendjal) como en el interior costero (prefectura de Lacs), que dejaron sin hogar a numerosos residentes en las inmediaciones del río. Luego, un comité de evaluación de la Cruz Roja Internacional calculó el número de personas necesitadas en 15 785 personas en 18 municipios de la prefectura de Lacs, 6530 personas en 7 municipios de la prefectura de Oti y 8090 personas en 27 municipios de la prefectura de Kpendjal.  Entre el 17-21 de febrero de 1999, se distribuyeron suministros de socorro por valor de CHF 170.000 (precio de compra) a los necesitados en la costa y entre el 21 de febrero y el 4 de marzo de 1999 en Oti y Kpendjal.

## Calidad del agua
El pH del agua de Oti en su desembocadura varía entre 6,4 y 6,7. El contenido de iones en el agua era (década de 1950): Na+: 3,2 mg/l; K+: 0,22 mg/l; Ca2+: 300 mg/l; Mg2+: 11,6 mg/l; CO₂ (gelöst): 39 mg/l; Cl−: 23,4 mg/l; SO42−: 96 g/l; SiO2: 132 mg/l.

## Significado económico

### Importancia como vía de transporte
El Oti es difícilmente navegable con embarcaciones. Durante la marea alta, el tráfico de embarcaciones se ve obstaculizado por una corriente rápida y se agregan numerosos rápidos como obstáculos para el tráfico. En marea baja, los arenales permiten caminar por el lecho del río en numerosos lugares, y se dice que incluso es posible cruzarlo con los pies secos.

### Importancia para el ecoturismo

Complejo Arli-W-Singou

Al sur de la capital del distrito togolés del norte de Sansanné-Mango, el parque nacional de Kéran (Parc National de la Keran) se extiende desde su orilla izquierda. En el noreste de la República de Togo, el Oti fluye a través de la Reserva de Vida Silvestre Oti (La réserve de faune Oti-Mandouri), que se fusiona con el parque nacional Pendjari en el lado beninés y con el «Complejo Arli-W-Singou» (parque nacional Arly, Réserve partielle de l'Arli, Réserve partielle de Pama, parque nacional  W, Réserve totale du Singou).

## Historia
En 1999/2000, bajo la dirección del antropólogo estadounidense Philip de Barros, se llevó a cabo un estudio arqueológico en el norte del valle togolés de Oti entre las capitales de distrito de Sansanné-Mango y Mandouri. Se esperaba encontrar sitios de la cultura Kintampo, después de que se encontraran algunos hallazgos de Kintampo en la región de Bassar, más al sureste. La existencia de tales sitios en el valle de Oti habría demostrado que los portadores de la cultura Kintampo ghanesa provenientes del Sáhara habrían llegado a través del valle de Oti de fácil acceso, especialmente a lo largo del Volta Blanco, en el que desemboca realmente el Oti, donde numerosos sitios de Kintampo son conocidos (por ejemplo, en Ntereso, 8°46′47.67″N 2°34′28.54″O / 8.7799083, -2.5745944). Sin embargo, el resultado de la investigación fue negativo con respecto a Kintampo. No se encontró un solo sitio de Kintampo y los agricultores locales también desconocían cualquier hallazgo de épocas anteriores. Esto sugiere que si los portadores de la cultura Kintampo realmente llegaron a Ghana desde el Sáhara, no pasaron por el valle de Oti.